# Malmy
Pour les articles homonymes, voir Malmy (Ardennes).
Malmy est une commune française, située dans le département de la Marne en région Grand Est.

## Géographie

### Localisation
La commune se trouve dans l'aire d'attraction de Sainte-Menehould ainsi que dans son bassin de vie, et dans la zone d'emploi de Châlons-en-Champagne.

### Communes limitrophes
Les communes limitrophes sont Berzieux, Servon-Melzicourt, Ville-sur-Tourbe et Virginy.

.
| Ville-sur-Tourbe |          |                   |
| Virginy          | Malmy    | Servon-Melzicourt |
|                  | Berzieux |                   |

### Géologie et relief
La superficie de la commune est de 4,83 km2 ; son altitude varie de 120  à   170 mètres. 

### Hydrographie

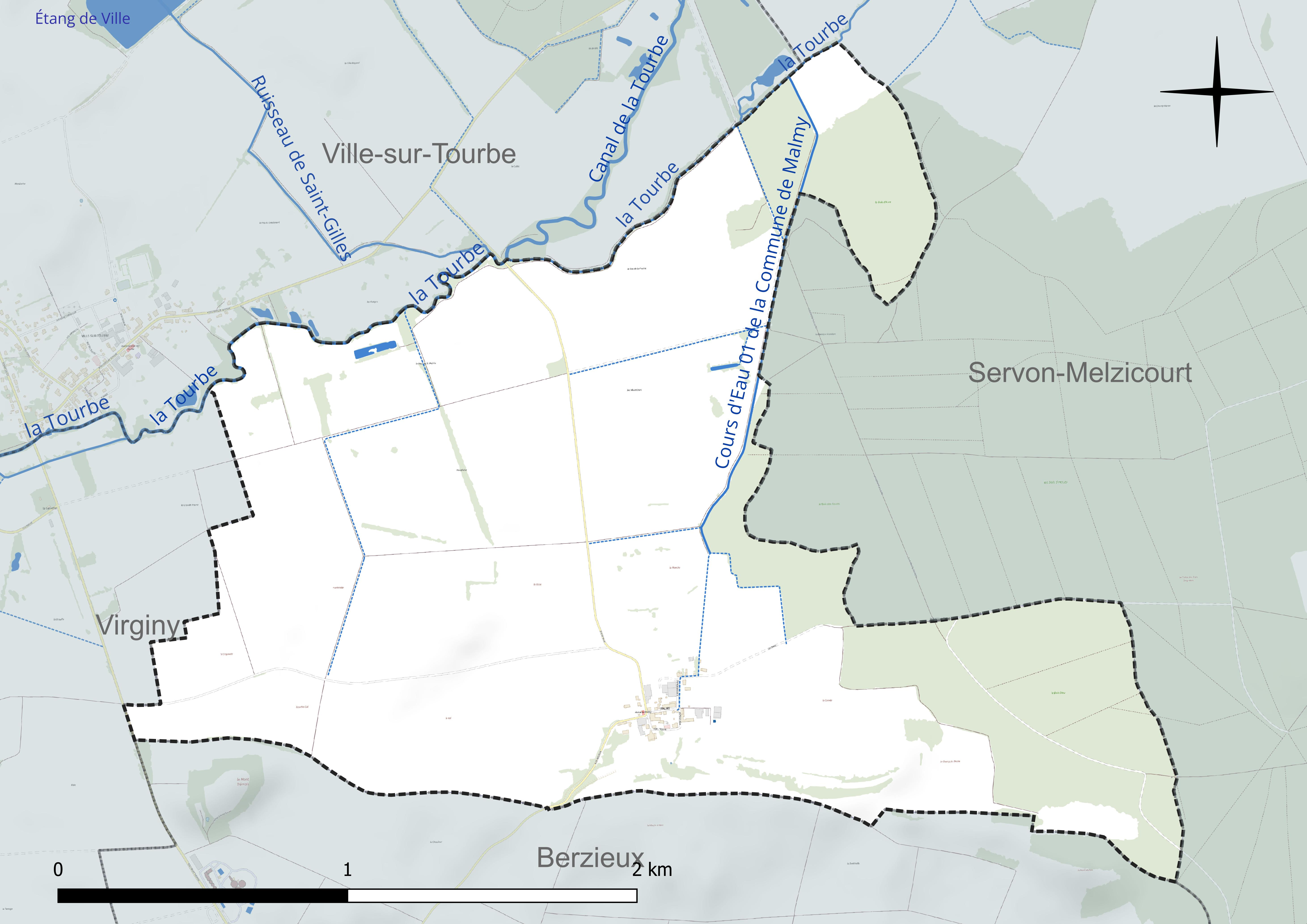
Réseau hydrographique de Malmy.

La commune est dans la région hydrographique « la Seine du confluent de l'Oise (inclus) à l'embouchure » au sein du bassin Seine-Normandie. Elle est drainée par la Tourbe et le cours d'eau 01 de la commune de Malmy,.
La Tourbe, d'une longueur de 21 km, prend sa source dans la commune de Somme-Tourbe et se jette  dans divers bras de la Tourbe à Servon-Melzicourt, après avoir traversé dix communes. 

### Climat
Pour des articles plus généraux, voir Climat du Grand Est et Climat de la Marne.
En 2010, le climat de la commune est de type climat des marges montargnardes, selon une étude du Centre national de la recherche scientifique s'appuyant sur une série de données couvrant la période 1971-2000. En 2020, Météo-France publie une typologie des climats de la France métropolitaine dans laquelle la commune est exposée à un climat océanique altéré et est dans la région climatique  Nord-est du bassin Parisien, caractérisée par un ensoleillement médiocre, une pluviométrie moyenne régulièrement répartie au cours de l’année et un hiver froid (3 °C). 
Pour la période 1971-2000, la température annuelle moyenne est de 10,2 °C, avec une amplitude thermique annuelle de 15,8 °C. Le cumul annuel moyen de précipitations est de 857 mm, avec 13,1 jours de précipitations en janvier et 9 jours en juillet. Pour la période 1991-2020, la température moyenne annuelle observée sur la station météorologique de Météo-France la plus proche, « Argers », sur la commune d'Argers à 12 km à vol d'oiseau, est de 10,9 °C et le cumul annuel moyen de précipitations est de 739,4 mm. 
La température maximale relevée sur cette station est de 41,1 °C, atteinte le 25 juillet 2019 ; la température minimale est de −17,5 °C, atteinte le 20 décembre 2009,,. 
Les paramètres climatiques de la commune ont été estimés pour le milieu du siècle (2041-2070) selon différents scénarios d'émission de gaz à effet de serre à partir des nouvelles projections climatiques de référence DRIAS-2020. Ils sont consultables sur un site dédié publié par Météo-France en novembre 2022.

## Urbanisme

### Typologie
Au 1er janvier 2024, Malmy est catégorisée commune rurale à habitat très dispersé, selon la nouvelle grille communale de densité à sept niveaux définie par l'Insee en 2022.
Elle est située hors unité urbaine. Par ailleurs la commune fait partie de l'aire d'attraction de Sainte-Menehould, dont elle est une commune de la couronne,. Cette aire, qui regroupe 50 communes, est catégorisée dans les aires de moins de 50 000 habitants,.

### Occupation des sols

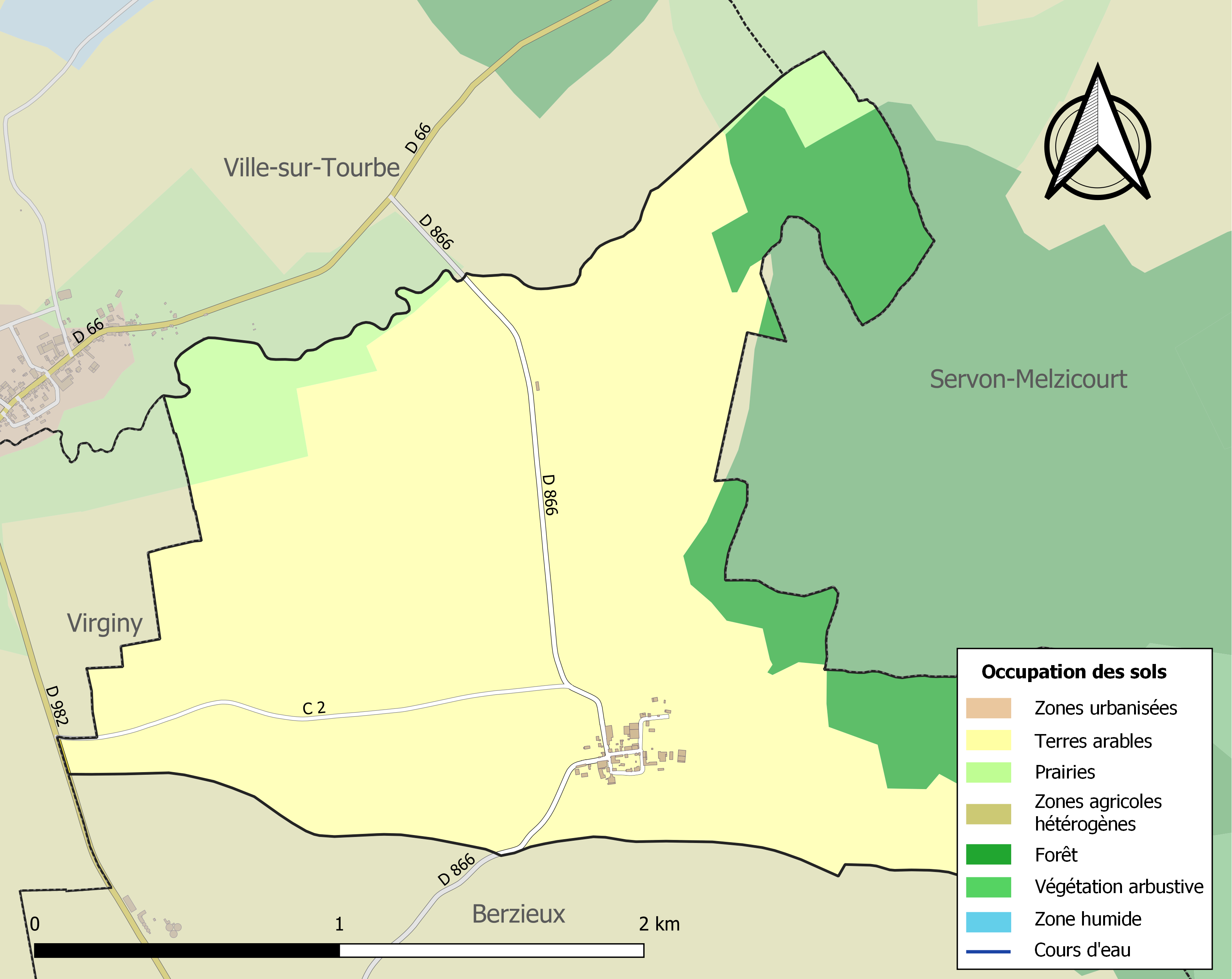
Carte des infrastructures et de l'occupation des sols de la commune en 2018 (CLC).

L'occupation des sols de la commune, telle qu'elle ressort de la base de données européenne d’occupation biophysique des sols Corine Land Cover (CLC), est marquée par l'importance des territoires agricoles (79,2 % en 2018), une proportion identique à celle de 1990 (79,2 %). 
La répartition détaillée en 2018 est la suivante : terres arables (73,5 %), forêts (20,5 %), prairies (5,6 %), milieux à végétation arbustive et/ou herbacée (0,3 %). 
L'évolution de l’occupation des sols de la commune et de ses infrastructures peut être observée sur les différentes représentations cartographiques du territoire : la carte de Cassini (XVIIIe siècle), la carte d'état-major (1820-1866) et les cartes ou photos aériennes de l'IGN pour la période actuelle (1950 à aujourd'hui).

### Habitat et logement
En 2021, le nombre total de logements dans la commune était de 17, alors qu'il était de 18 en 2016 et de 16 en 2011. 
Parmi ces logements, 79 % étaient des résidences principales et 21 % des logements vacants. Ces logements étaient  tous des maisons individuelles. 
Le tableau ci-dessous présente la typologie des logements à Malmy en 2021 en comparaison avec celle de la Marne et de la France entière. Une caractéristique marquante du parc de logements est ainsi l'absence de résidences secondaires et logements occasionnels, à comparer avec la proportion départementale (3,4 %) et nationale (9,7 %). 
| Typologie                                               | Malmy | Marne | France entière |
| ------------------------------------------------------- | ----- | ----- | -------------- |
| Résidences principales (en %)                           | 79    | 87,5  | 82,2           |
| Résidences secondaires et logements occasionnels (en %) | 0     | 3,4   | 9,7            |
| Logements vacants (en %)                                | 21    | 9,1   | 8,1            |

## Toponymie
Le nom de la localité est attesté sous les formes Malameias (1049) ; Malmy (1234) ; Malmeis (1290) ; Malemeis (1333) ; Malemi (1346) ; Malemy (1389) ; Malmy-en-Dormois (1845).

## Histoire

### Moyen Âge
La localité est mentionnée en 1049 dans la Gallia Christiana et en 1234 dans le cartulaire de l'abbaye Saint-Maur de Verdun.
La seigneurie rendait l'hommage féodal au comte de Clermont au XIVe siècle puis à la baronnie de Hans.

### Temps modernes
Avant la Révolution française, Malmy relève de l'élection de Sainte-Menehould et suit la coutume de Reims.

### Époque contemporaine
Le château est démoli au début du XIXe siècle.
Le village est totalement détruit durant la Première Guerre mondiale et est reconstruit dans l'Entre-deux-guerres.

## Politique et administration

### Rattachements administratifs et électoraux

#### Rattachements administratifs
La commune se trouvait depuis 1940  dans l'arrondissement de Sainte-Menehould du département de l'Oise. Par décret du 29 mars 2017, cet arrondissement  est supprimée et la commune est intégrée le 31 mars 2017 à l'arrondissement de Châlons-en-Champagne,.  
Elle faisait partie depuis 1801 du canton de Ville-sur-Tourbe. Dans le cadre du redécoupage cantonal de 2014 en France, cette circonscription administrative territoriale a disparu, et le canton n'est plus qu'une circonscription électorale.

#### Rattachements électoraux
Pour les élections départementales, la commune fait partie depuis 2014 du canton d'Argonne Suippe et Vesle.
Pour l'élection des députés, elle fait partie de la quatrième circonscription de la Marne .

### Intercommunalité
La commune, antérieurement membre de la communauté de communes du canton de Ville-sur-Tourbe, est membre, depuis le 1er janvier 2014, de la CC de l'Argonne Champenoise.
En effet, conformément au schéma départemental de coopération intercommunale de la Marne du 15 décembre 2011, cette communauté de communes de l'Argonne Champenoise est issue de la fusion, au 1er janvier 2014,  de : 
- la communauté de communes du Canton de Ville-sur-Tourbe ;
- de la communauté de communes de la Région de Givry-en-Argonne ;
- et de la communauté de communes de la Région de Sainte-Menehould.

Les communes isolées de Cernay-en-Dormois, Les Charmontois, Herpont et Voilemont ont également rejoint l'Argonne Champenoise à sa création.

### Liste des maires
| Période                                  | Période                       | Identité         | Étiquette | Qualité     |
| ---------------------------------------- | ----------------------------- | ---------------- | --------- | ----------- |
| Les données manquantes sont à compléter. |                               |                  |           |             |
|                                          |                               |                  |           |             |
| mars 2001                                | mai 2020                      | Philippe Courot, |           | Agriculteur |
| mai 2020                                 | En cours (au 31 octobre 2024) | Arnaud Percheron |           | Agriculteur |

## Population et société
Les habitants sont les Cressonniers et les Cressionnières .

### Démographie
L'évolution du nombre d'habitants est connue à travers les recensements de la population effectués dans la commune depuis 1793. Pour les communes de moins de 10 000 habitants, une enquête de recensement portant sur toute la population est réalisée tous les cinq ans, les populations de référence des années intermédiaires étant quant à elles estimées par interpolation ou extrapolation. Pour la commune, le premier recensement exhaustif entrant dans le cadre du nouveau dispositif a été réalisé en 2007.

En 2022, la commune comptait 37 habitants, en évolution de +8,82 % par rapport à 2016 (Marne : −1,19 %, France hors Mayotte : +2,11 %).
| 1793 | 1800 | 1806 | 1821 | 1831 | 1836 | 1841 | 1846 | 1851 |
| ---- | ---- | ---- | ---- | ---- | ---- | ---- | ---- | ---- |
| 105  | 128  | 131  | 100  | 114  | 115  | 134  | 139  | 129  |

| 1856 | 1861 | 1866 | 1872 | 1876 | 1881 | 1886 | 1891 | 1896 |
| ---- | ---- | ---- | ---- | ---- | ---- | ---- | ---- | ---- |
| 110  | 108  | 121  | 110  | 99   | 108  | 97   | 102  | 95   |

| 1901 | 1906 | 1911 | 1921 | 1926 | 1931 | 1936 | 1946 | 1954 |
| ---- | ---- | ---- | ---- | ---- | ---- | ---- | ---- | ---- |
| 74   | 83   | 72   | 31   | 45   | 44   | 40   | 50   | 41   |

| 1962 | 1968 | 1975 | 1982 | 1990 | 1999 | 2006 | 2007 | 2012 |
| ---- | ---- | ---- | ---- | ---- | ---- | ---- | ---- | ---- |
| 35   | 36   | 36   | 34   | 24   | 34   | 24   | 23   | 34   |

| 2017 | 2022 | - | - | - | - | - | - | - |
| ---- | ---- | - | - | - | - | - | - | - |
| 33   | 37   | - | - | - | - | - | - | - |

## Culture locale et patrimoine

### Lieux et monuments
- Église  paroissiale saint Rémi. L’édifice antérieur datant du XVIIIe siècle a été totalement détruit durant la Première Guerre mondiale et l'ouvrage actuel a été construit en 1924 selon les plans de l'architecte Paul Masson par l'entrepreneur Gauthier sur un  plan en croix latine et une voute en berceau plein-cintre[27]. Elle est dotée de vitraux exécuté à Paris par les maîtres verriers Lardeur et Mauret en souvenir des soldats disparus, en 1930 puis en 1974 1976[28]
- Maisons et fermes de la Reconstruction de l'Entre-deux-guerres[29].

## Sources